# Begonia monantha
Espèce
Begonia monantha est une espèce de plantes de la famille des Begoniaceae.
L'espèce fait partie de la section Petermannia.
Elle a été décrite en 1905 par Otto Warburg (1859-1938).

## Répartition géographique
Cette espèce est originaire du pays suivant : New Guinea.